# Серро-Эль-Муэрто
Эль-Муэрто (исп. Cerro El Muerto) — гора в Южной Америке, принадлежит горной цепи Анд, находится на границе Аргентины и Чили, её высота 6488 метров. Первое успешное восхождение на вершину было совершено в 1950 году. Сьерро Эль Муэрто — стратовулкан, в настоящее время считающийся потухшим.